# 吴甲选
吴甲选（1928年4月—2022年5月28日），浙江上虞丰惠镇人。中华人民共和国政治人物、外交官。吴觉农之子。
1986年，担任中华人民共和国驻牙买加大使。1988年，由喻明生接任。